# (K-RAA-K)3
KRAAK is een onafhankelijk platenlabel uit Gent, België, opgericht in 1997 door Johan Loones en Dave Driesmans onder de toenmalige naam (K-RAA-K)3. Het label brengt voornamelijk lo-fi, experimentele rock, elektroakoestische muziek, experimentele elektronische muziek en andere cutting edge en avant-gardemuziek. Naast het uitbrengen van muziek gaf het label ook het muziektijdschrift Ruis uit tot dit tijdschrift in oktober 2012 werd opgedoekt. KRAAK organiseert festivals zoals het Pauze Festival en het KRAAK Festival en is distributeur van labels als Sonig, Corpus Hermeticum en Hausmusik.

## Geschiedenis
Het label komt voort uit bijdragen die Loones deed aan het tijdschrift Pittsbull en het label Toothpick. Loones had contact met de Nederlander Paul Rosenstein, die het label Rotten Windmill en het fanzine Rebound oprichtte, waarmee hij vooral uitgave uit het lo-fi-genre uitgaf en recenseerde. Toothpick gaf onder andere tapes uit van Wio, Mote, Plover (Nederland) en Cane. Na twee jaar stopte dit label en werd KRAAK opgericht.

## Artiesten
- Alles Wie Gross
- Bad Statistics
- Billy?
- El-G
- Es
- Ignatz
- Kinetica
- Kiss the Anus of a Black Cat
- Köhn
- Lali Puna
- Ovil Bianca
- Pimmon
- De Portables
- Rhythm Section & Fred Van Hove
- R.O.T
- Rothko
- Janek Schaefer
- Shifts
- Tuk
- Wio